# Királynék völgye 66
A Királynék völgye 66. sír Nofertari, II. Ramszesz egyiptomi fáraó kedvenc felesége sírja a Királynék völgyében. Ez az egyik legkiemelkedőbb szépségű ókori egyiptomi sír; a Királynék völgyében vitathatatlanul a legszebb és legjobb állapotban fennmaradt. Állapota lehetővé teszi, hogy dekorációs programját teljes egészében tanulmányozni lehessen.

## Leírása
A sír egyszerű alaprajzán megfigyelhető a ramesszida kori sírokra jellemző hajlított tengely. A bejárattól lépcsősor vezet le egy négyzetes alaprajzú előkamrába, ahonnan kelet felé (jobbra) egy oldalkamra nyílik. Az előkamrából dél felé ferde szögben indul lefelé egy újabb lépcsősor, ez vezet le magába a négyoszlopos sírkamrába, melyből kelet, nyugat és dél felé is nyílik egy-egy oldalkamra.
A gyenge mészkő miatt a dekorációkat nem magába a sír falába, hanem az erre felvitt vastag vakolatrétegbe faragták. A falfestmények a királyné útját ábrázolják, amint temetése után eljut a túlvilágra. Az egyiptomiak gondolkodásában a halál és újjászületés szoros kapcsolatban állt egyrészt a napkelte és napnyugta váltakozásával, másrészt a túlvilágon való újjászületéssel Oziriszként. Nofertari sírjában mindkettő megjelenik; Ozirisz és a vele kapcsolatban álló istenségek mellett szoláris istenek is megjelennek. A királyné férje nélkül szerepel a sírban, bőre a férfiakra jellemző vöröses árnyalatot ölti a nők ábrázolásánál megszokott sárga helyett, ami Ozirisszel való azonosulását mutatja.
A középső folyosó a sírt gyakorlatilag két részre osztja, ami két különböző témájú dekorációt tesz lehetővé. A sírkamra ábrázolása mutatja az elhunyt útját az alvilág kapuin át, melyeket a fal díszítése ábrázol. Ezután az elhunyt felfelé halad, az előkamrába és annak oldalkamrájába, ahol a Halottak könyve újjászületésről szóló szövegei szerepelnek, köztük a 17., amely az elhunytat Atummal azonosítja és lehetővé teszi számára, hogy előlépjen a fénybe.

### Az előcsarnok
Az előcsarnok és oldalkamrája a horizontot, élet és túlvilág határát jelképezi. Ezt a bejárat fölötti kép is kiemeli, amely a horizontot ábrázolja. A dekoráció két regiszterre oszlik. A felső regiszterben, a bejárattól balra látható az a kép, ahol Nofertari szenet-játékot játszik Nofertari – ez a népszerű táblás játék egyes feltételezések szerint vallási jelentőséggel is bírt, és segítette a holtat útja során. Emellett látható egy ba egy szentélyen; az adoráló elhunyt; Aker; bennu-madár; Ízisz és Nebethet, amint a ravatalán fekvő királynét őrzik és siratják; Heh térdelő alakja; két istenség, Mehetweret tehén alakjában; szarkofág hat démonnal. Az alsó regiszterben a Kapuk könyve olvasható.
A keleti falon Nofertari Oziriszt imádja; egy benyílóban Neith és Anubisz látható, Hórusz, Ízisz fia vezeti kézen fogva Nofertarit, majd Ré-Harahti és Hathor látható, ezután Heper következik, majd Ízisz vezeti kézen fogva a királynét. Ezután egy dzsed-oszlop, Szelket és Ozirisz képe következik.

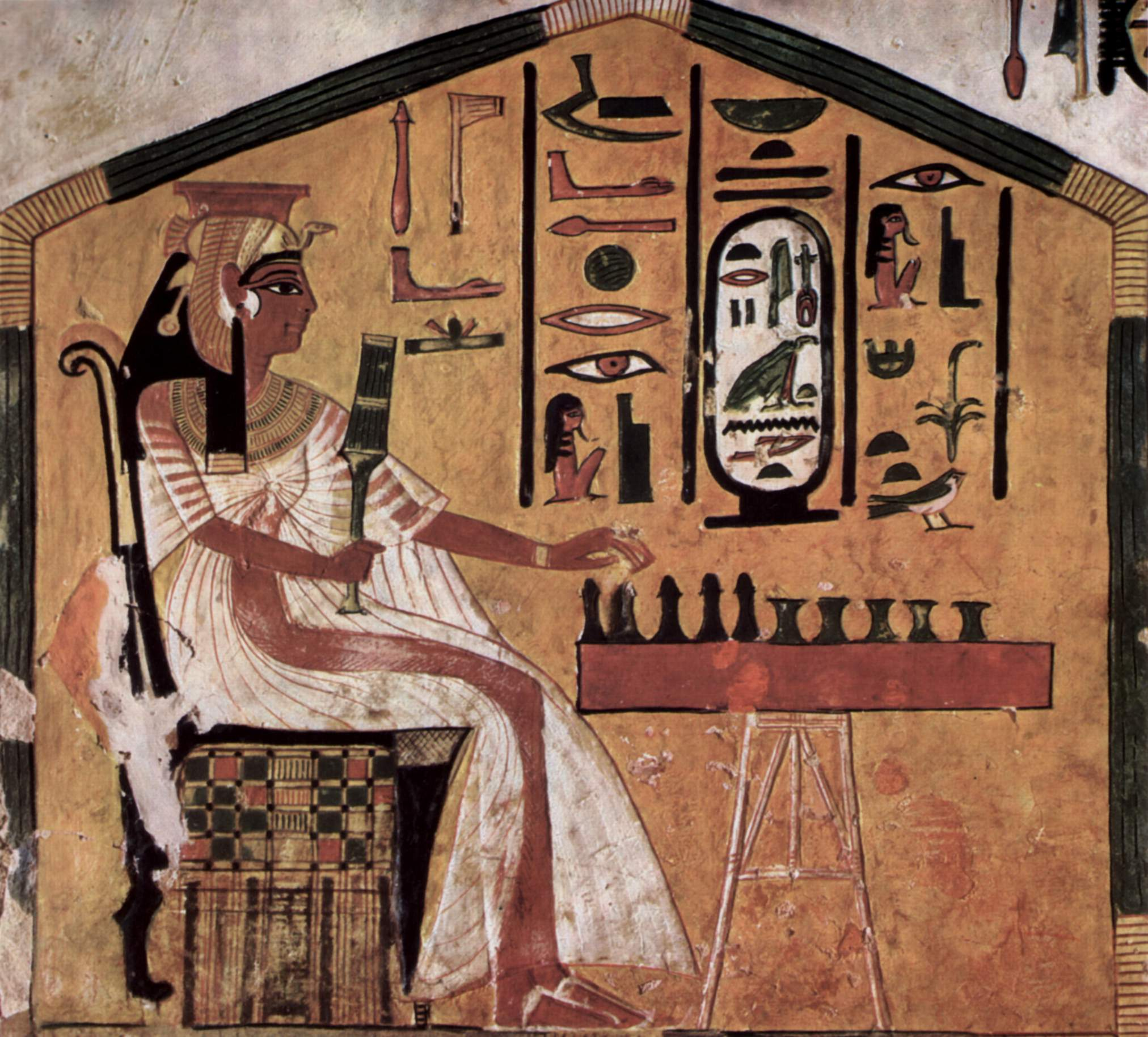
Nofertari szenetet játszik egy láthatatlan ellenféllel

Az előcsarnok jobb oldalán lévő benyílóból oldalkamra nyílik. Itt Ozirisz és Atum, valamint Ré azonosságát hangsúlyozzák; a bejárattal szemközti falon Ozirisz és Atum szerepel. A feltáró régészek a Kelmék szobájának nevezték el a helyiséget az egyik gyönyörű festmény miatt, amely azt ábrázolja, hogy Nofertari kelméket adományoz Ptahnak. A többi jelenetben Nofertari palettát és tintát ad Thotnak; Ré kosfejjel, múmiaformában látható Nebethet és Ízisz közt; az elhunytat ábrázolják, amint bikát és hét tehenet imád.
Lefelé menet folytatódik az elhunyt útja az alvilág felé. A lejárat fölött a Hórusz-fiak és sólyom láthatóak, kétoldalt pedig Neith és Szelket. A sírkamrába vezető lépcső oldalfalainak festményein Nofertari istennőknek mutat be adományokat – baloldalt Hathornak, Nebethetnek és Maatnak, a jobb oldali festményeken Hathornak, Szelketnek és Maatnak. Ezután kétoldalt dzsed-oszlopok következnek. Lentebb Anubisz üdvözli a királynét a túlvilágon – a bal oldali képen Ízisz, a jobb oldalin Nebethet társaságában, és függőleges oszlopokban felírt szövegben helyet ígér neki a túlvilágon. Maat, az igazság istennője védelmezően tárja szét szárnyait a sírkamra bejárata fölött.

### A sírkamra

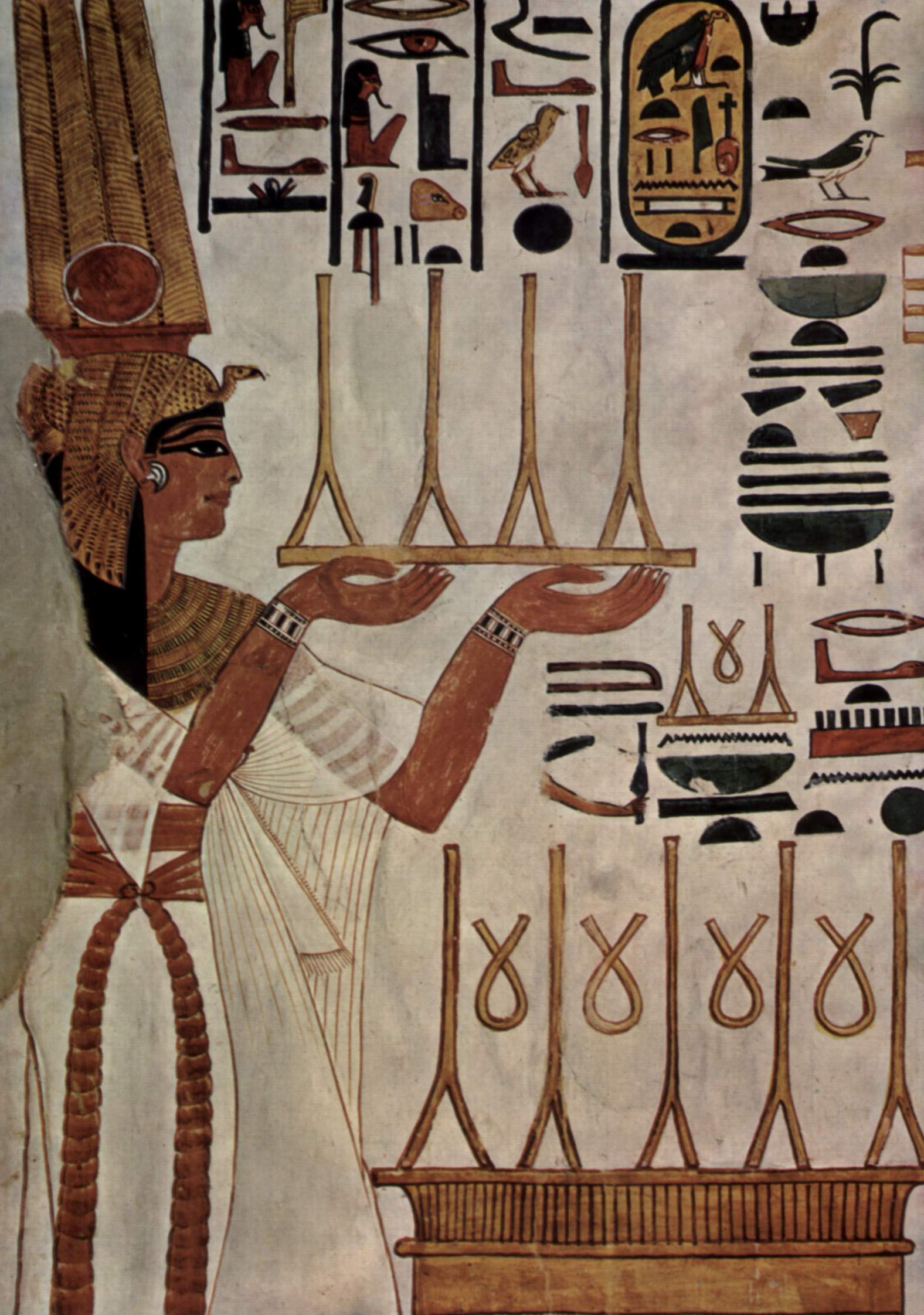
Falfestmény a sírban

A sírkamrába leérve a királyné áthaladt az alvilág kapuin. A lejárat fölött szárnyas Maat látható, kétoldalt Nehbet és Uadzset. A sírkamra kb. 90 m² területű; mennyezetére égboltot festettek aranycsillagokkal. Mint azt a helyenként lecsorgó kék festék tanúsítja, a mennyezet festésével készültek el utoljára. A helyiség mindkét oldalán a dekoráció a Kapuk könyve jeleneteiből áll; a holtak birodalmába vezető kapukat ábrázolják, mindegyiket három ijesztő külsejű démon őrzi, akiket Nofertarinak fel kell ismernie és meg kell neveznie, hogy továbbengedjék. Ezekben a felírt hieroglifák segítik. A bal oldali falban valószínűleg a kanópuszláda elhelyezésére kialakított kis falfülke múmiaform Hórusz-fiak és a hátsó falon szárnyas Nut ábrázolásával.
A sírkamra négy oszlopának festményei a királyné újjászületését segítik. Dekorációjuk szimmetrikus: a két első oszlop első oldalán Inmutef, hátsó oldalán dzsed-oszlop, a két hátsó oszlop első oldalán dzsed-oszlop, illetve a királynét átölelő istennők (a jobboldalin Ízisz, a baloldalin Hathor) láthatóak. Mind a négy oszlopon szerepel Ozirisz; a két-két Ozirisz-ábrázolás szembenéz egymással. A velük átellenes oldalon (az oszlopoknak kifelé, a sírkamra bal és jobboldalo fala felé forduló felületén Hathor, Ízisz és Anubisz ölelik át Nofertarit, valamint Ízisz az élet jelét nyújtja neki. Az egyiptomi hit szerint itt ment végbe az újjászületés, mely után a királyné újra kiléphet a fénybe. A szarkofág, mely vörös gránitból készült, eredetileg a négy oszlop között állt; ennek a régészek már csak a fedelét találták meg.

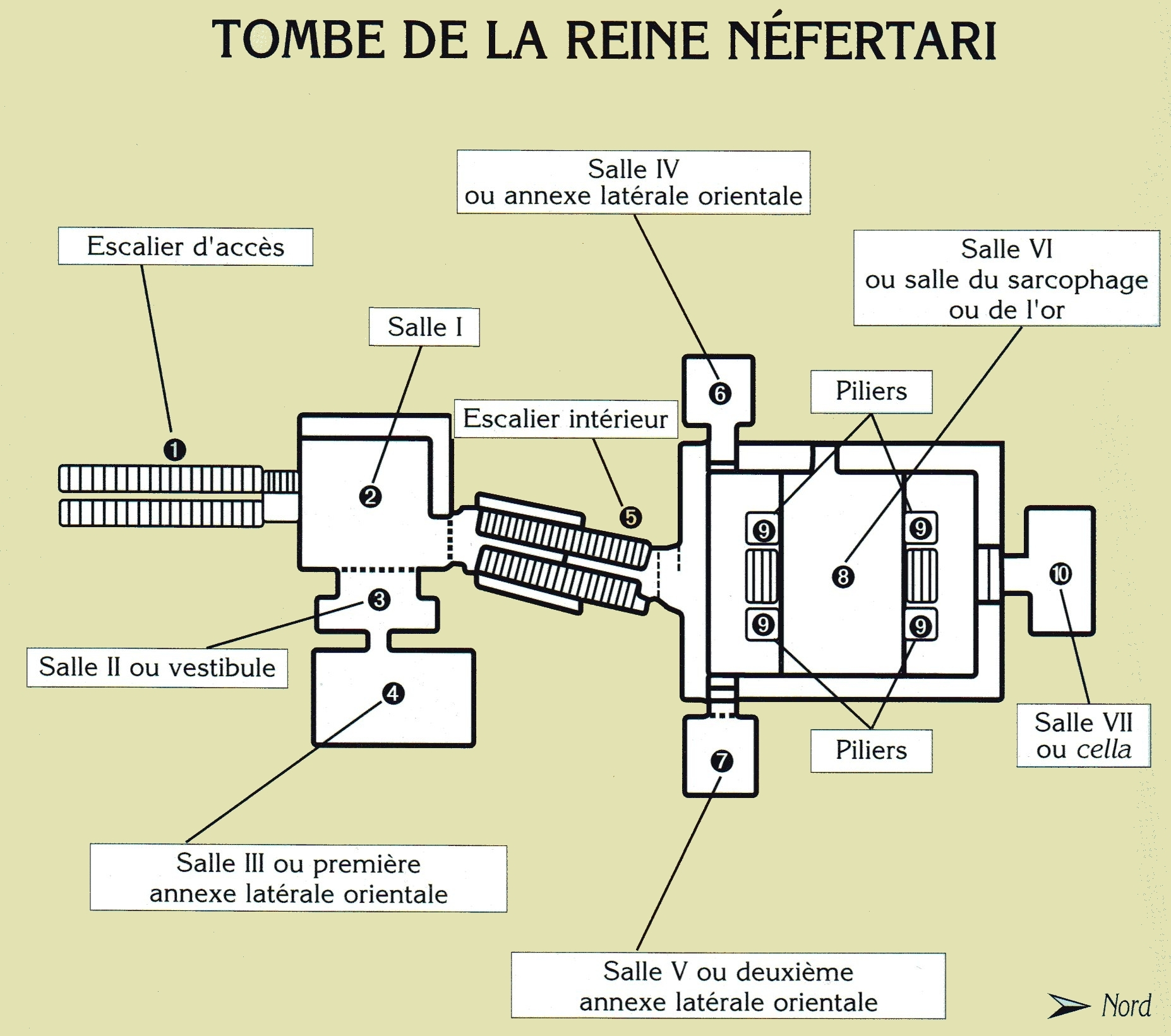
A sír alaprajza

A sírkamrából dél felé nyíló cella díszítése a lerakódó sóréteg miatt majdnem teljesen elpusztult. Bejáratánál dzsed-oszlop, Szelket és Ízisz láthatóak. A dekoráció stílusa itt kissé eltér a sír többi részétől; talán később készült. A kelet és nyugat felé nyíló oldalkamrák festményeiből is kevés maradt fenn; a bejárat mellett dzsed-oszlopok, ureuszok láthatóak; a keleti kamrában Nofertari Hathor-tehén előtt, áldozati asztallal Anubisz és Ízisz előtt, a hátsó falon Nut. A nyugati kamrában Hórusz-fiak, Ízisz és Nebethet, a hátsó falon Thot, Anubisz és Imszet; emellett látszik még egy épület képe, ami Ozirisz abüdoszi sírjára emlékeztet. A mellékkamrákat valószínűleg raktárnak használták.
A sírkamra falain Ramszesz Nofertariról írt szavai olvashatóak: „Iránta érzett szerelmem egyedülálló – senki nem léphet a nyomába, mert ő a legszebb nő a világon. Elég volt a közelembe érnie, és elrabolta a szívem.”

## Feltárása
A sírt 1904-ben fedezte fel egy torinói régészeti expedíció, melyet Ernesto Schiaparelli vezetett. A sírt már az ókorban kirabolták, a múmiából csak lábának egyes részei maradtak fenn. A fennmaradt tárgyak közt a gránit szarkofág maradványain kívül találtak még pálmalevélből font sarut, szikomorfából faragott usébti-figurákat (szám szerint 34-et), amforatöredékeket, karperecdarabot, amuletteket, kis láda fedelét és egy jogar fejét Ay fáraó nevével. Ezek ma a torinói Egyiptomi Múzeumban találhatóak. Az 1988-as konzerválási munkálatok során egy aranyfólia darabja is előkerült Nofertari nevével. Az 1950-es években a sír a falfestmények károsodása miatt (a díszítés alapozásához felvitt vakolatréteg a lerakódott sóréteg miatt leválással fenyegetett) zárva állt a nagyközönség előtt, 1986 és 1992 között restauráló munkát folytattak benne, és 1992 novemberétől korlátozottan, de nyitva áll a látogatók előtt.